# Clara C. Frye
Clara C. Frye (1872–1936) foi uma enfermeira afro-americana em Tampa, Flórida que estabeleceu o Hospital Clara Frye, onde trabalhou durante 20 anos no início de 1900. O hospital de Frye admitia pacientes de todas as etnias.
Frye mudou-se para Tampa em 1901 e em 1908 abriu um hospital para pacientes negros na sua casa. A sua mesa da sala de jantar era a mesa de operações. Foi adquirido um edifício em 1923 e foi comprado pela Cidade de Tampa em 1928. Na altura, o Hospital Municipal de Tampa, agora Hospital Geral de Tampa, não admitia pacientes afro-americanos. Isto mudou nos anos 50.
O Hospital Clara Frye que existia na zona ocidental de Tampa de 1938 a 1967 foi chamado graças a ela. Ao edifício original do Hospital Geral de Tampa foi do o nome de Frye em 1991. Frye também está imortalizada com outras figuras históricas proeminentes de Tampa no Tampa Riverwalk com um busto de bronze.
Um jardim de memórias no Water Works Park (Tampa) honra o seu legado.